# Los mercenarios (historieta de Mortadelo y Filemón)
Los mercenarios es una historieta de 1975 del dibujante de cómics español Francisco Ibáñez protagonizada por Mortadelo y Filemón. 

## Sinopsis
La república de Percebelandia está en apuros porque Cefalopodia, el país vecino, quiere invadirla. Para ello ha contratado a unos mercenarios, soldados que luchan a cambio de dinero. Mortadelo y Filemón se pondrán a las órdenes de Chirimoyo II, presidente de Percebelandia e intentarán evitar que los mercenarios tengan éxito. Si lo consiguen el presidente les recompensará con una gran suma de dinero.